# جون ر. موناغان
جون ر. موناغان (بالإنجليزية: John R. Monaghan)‏ هو ضابط أمريكي، ولد في 26 مارس 1873 في تشولاه في الولايات المتحدة، وتوفي في 1 أبريل 1899 في Vailele ‏ في ساموا.